# Bitwa pod Forum Gallorum
Bitwa pod Forum Gallorum – starcie zbrojne, które miało miejsce 14 kwietnia 43 p.n.e. w trakcie kampanii mutińskiej, po śmierci Gajusza Juliusza Cezara. 
Wiosną r. 43 p.n.e. w okolicy Mutiny (dzisiejsza Modena) znajdowały się wojska zwolenników Cezara pod wodzą Marka Antoniusza oraz przeciwne im wojska senackie. Głównodowodzącymi wojsk senackich byli Oktawian August oraz konsul Aulus Hircjusz. Siły te wzmocnione zostały jeszcze dodatkowymi czterema legionami pod wodzą konsula Gajusza Wibiusza Pansy Caetronianusa, który wyruszył z Via Aemilia. W dniu 14 lub 15 kwietnia nadciągające legiony natknęły się w okolicy Forum Gallorum na siły Antoniusza, który wysłał przeciwko konsulowi swoje dwa najbardziej doświadczone legiony, dwie kohorty pretorianów, jazdę oraz oddziały lekkozbrojnych. Forum Gallorum było wioską położoną na terenie bagiennym, około 11 kilometrów na południowy wschód od Mutiny. 
Jako wsparcie dla wojsk Pansy Hircjusz posłał kolejny legion dowodzony przez Serwiusza Sulpicjusza Galbę oraz dwie kohorty pretorianów. Wojska te od razu uderzyły na dwa legiony Antoniusza, ale po ciężkiej walce musiały się wycofać. W trakcie walki raniony włócznią został konsul Pansa. Wojska Antoniusza zadały przeciwnikowi ciężkie straty, sięgające połowy stanu. 
Poinformowany o wyniku starcia Hircjusz ruszył na czele dwóch legionów na pole walki, gdzie zaskoczył świętujących już zwycięstwo legionistów Antoniusza, zadając im ciężkie straty. Tym razem to Antoniusz stracił około połowy swoich ludzi, wobec czego zdecydował się na odwrót do Forum Gallorum. Wojska senackie zdobyły w tej walce dwa legionowe orły i około sześćdziesięciu innych znaków. Tymczasem pozostający pod Mutiną Oktawian odparł atak pozostałych sił Antoniusza pod wodzą jego brata Lucjusza. 
Kilka dni później wiadomość o zwycięstwie sił senackich dotarła do Rzymu. Senat zarządził w dniu 21 kwietnia święto dziękczynne i ogłosił trzech dowódców Triumviri rei publicae constituendae (komisją trzech dla ustanowienia spraw republiki). Tymczasem 23 kwietnia zmarł z powodu ran odniesionych pod Forum Gallorum konsul Pansa, a drugi z konsulów, Hircjusz, poniósł śmierć tego samego dnia w bitwie pod Mutiną, wobec czego Oktawian, wykorzystując sytuację, wymusił zbrojnie konsulat dla siebie i swego zwolennika Kwintusa Pediusa. 